# 의성 홍씨
의성 홍씨(義城洪氏)는 경상북도 의성군을 본관으로 하는 한국의 성씨이다.

## 역사
시조 홍유(洪儒)는 고려(高麗)의 개국공신으로 태사(太姒)를 지냈으며, 처음 이름이 홍술(弘述)이나 태조(太祖)으로부터 홍(洪)이라는 성과 이름을 하사받았고, 사후 태조묘정(太祖廟庭)에 배향되었다. 태조(太祖)의 제26비 의성부원부인(義城府院夫人) 홍씨(洪氏)의 아버지이다.

## 고려 왕실과의 인척 관계
- 태조비 의성부원부인

## 참고 자료
- “의성홍씨(義城洪氏)”. 뿌리를 찾아서.[깨진 링크(과거 내용 찾기)]